# Comuna 2 (Bucaramanga)
La Comuna 2 o Nororiental es una división territorial urbana de la ciudad de Bucaramanga, en Colombia.

## División administrativa
La comuna se encuentra formada por los barrios: Los Ángeles, Villa Helena I y II, José María Córdoba, Esperanza I, II y III, Lizcano I y II, Regadero Norte, San Cristóbal, La Juventud, Transición I, II, III, IV y V, La Independencia, Villa Mercedes, Bosque Norte.
También incluye los asentamientos: Mesetas del Santuario, Villa María, Mirador, Primaveral, Olitas, Olas II.